# Rotesångare
Rotesångare (Phylloscopus rotiensis) är en nyligen beskriven fågelart i familjen lövsångare inom ordningen tättingar.

## Utseende och läte
Rotesångaren är en liten sångare med exceptionellt lång näbb med tydligt orangegul undre halva. Den har vidare ett brett gult ögonbrynsstreck, mörk hjässa med ljusare centralt hjässband, olivgrön ovansida med ett svagt vingband och ordentligt gul undersida. Sången är en ljus, stigande och fallande ramsa som återfes "chit-swee-swer-swoo". Även ett tvåstavigt "tchewit" kan höras.

## Utbredning och systematik
Rotesångaren återfinns endast på ön Rote i Indonesien, sydväst om Timor. Den beskrevs som ny art 2018. 

### Familjetillhörighet
Lövsångarna behandlades tidigare som en del av den stora familjen sångare (Sylviidae). Genetiska studier har dock visat att sångarna inte är varandras närmaste släktingar. Istället är de en del av en klad som även omfattar timalior, lärkor, bulbyler, stjärtmesar och svalor. Idag delas därför Sylviidae upp i ett antal familjer, däribland Phylloscopidae. Lövsångarnas närmaste släktingar är familjerna cettior (Cettiidae), stjärtmesar (Aegithalidae) samt den nyligen urskilda afrikanska familjen hylior (Hyliidae).

## Levnadssätt
Rotesångaren hittas i skogsdungar och skogslandskap på alla nivåer. Där ses den i trädkronorna, enstaka eller i par. Ovanligt för lövsångare letar den runt bland trädens bark efter insekter.

## Status
Rotesångaren har ett mycket litet utbredningsområde och beståndet uppskattas till endast mellan 2 500 och 10 000 vuxna individer. Den tros också minska i antal. Internationella naturvårdsunionen IUCN kategoriserar den som nära hotad.